# أنور العماوي
محمد أنور العماوي لاعب كمال أجسام مصري ولد في 18 ديسمبر 1960، في مدينة طنطا.

## مسيرته الرياضية
بدأ ممارسة بناء الأجسام وهو في الثامنة عشرة من عمره، كما مارس ألعاب القوى.
خاض غمار منافسات بناء الأجسام لأعوام عديدة نال خلالها بطولة العالم ست مرات في وزني 60 و65 كغم، ونال خلال مسيرته الرياضية أكثر من 25 ميدالية ذهبية في البطولات المحلية والإقليمية والقارية والعالمية.
كانت مشاركته الأولى في بطولات العالم في سنة 1987م، ونال المركز الرابع، ثم شارك في 1988 بأستراليا ونال المركز الأول.
أعلن اللاعب اعتزاله رسمياً في عام 2011.

## وصلات خارجية
- لقاء مع أنور العماوي على القناة السادسة في التلفزيون المصري.
- أنور العماوي معجزة القرن العشرين.